# 托马斯·希策尔斯佩格
托马斯·希策尔斯佩格（德語：Thomas Hitzlsperger，1982年4月5日—），已退役德国足球运动员，司职中场，他成名於阿士東維拉，其後返國效力史特加，然後再加盟意甲拉素、英超韋斯咸及德甲禾夫斯堡。

## 生平

### 俱乐部
阿斯顿维拉
希策尔斯佩格出身于拜仁慕尼黑青年队。2000年8月，希策尔斯佩格以自由身份加盟英超球队阿斯顿维拉，并于2001年1月13日上演了处子秀，对手为利物浦。然而这仅是希策尔斯佩格该季唯一的一次出场。在2001-02赛季，希策尔斯佩格曾被短暂租借至英乙球队切斯特菲尔德，但随即就因为阿斯顿维拉遭遇大规模伤病而被召回。2002年，在格兰汉姆·泰勒接替主教练的职位后，希策尔斯佩格受到其青睐，被擢升入一队，担任防守中场的任务，帮助维拉在该季取得联赛第6名。
斯图加特

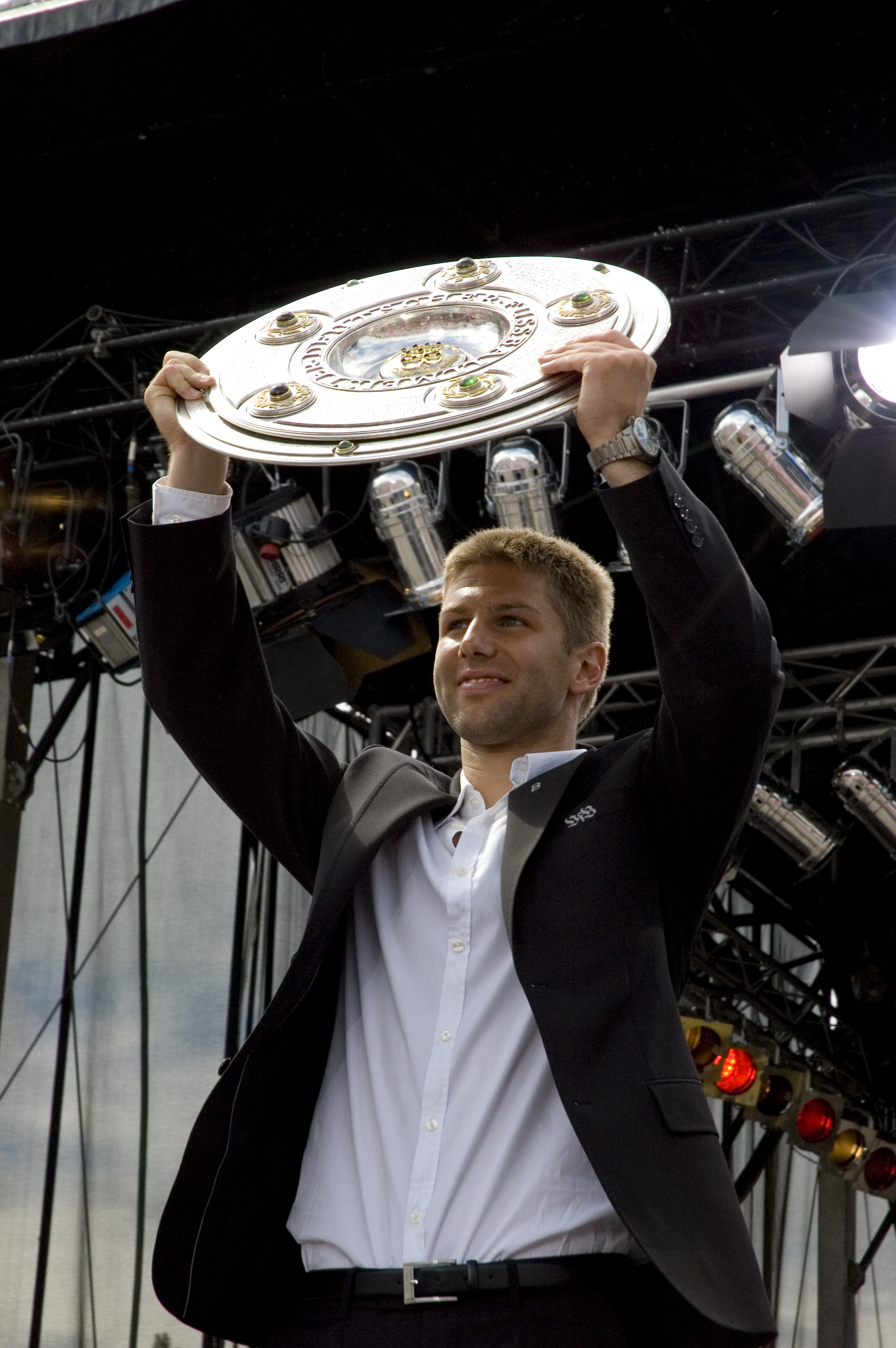
希策尔斯佩格高舉德甲錦標

在次季，希策尔斯佩格开始受到教练的冷落，上场次数逐渐减少，于是他于2005-06赛季初合同到期时利用博斯曼条款，离开阿斯顿维拉，加盟德甲球队斯图加特。转会后，希策尔斯佩格迅速成为了斯图加特的重要成员之一，与墨西哥中场帕韦尔·帕尔多一起担负中场指挥调度的任务。尤其是在2006-07赛季，希策尔斯佩格在34场联赛中出场30次，攻入7球，协助斯图加特击败云达不来梅及沙尔克04等竞争对手，夺得了历史上第3次德甲联赛冠军。
2007年8月14日，希策尔斯佩格同斯图加特签下了一份新的合同，至2010年夏天到期。在剛剛過去的德甲賽事中，希斯貝加在利華古遜身上射入一記時速達107公里的砲彈式自由球，協助斯图加特4比2擊敗對手。2008年在费尔南多·梅拉離隊後，希策尔斯佩格獲委為球隊隊長。
拉素
2009/10年球季希策尔斯佩格狀態低迷，於2009年12月2日被解除隊長職務。在失去球隊正選席位後，他與斯图加特提前解約，在2010年冬季轉會窗關閉前一日以僅100萬歐元身價加盟意甲球會拉素，簽約至2012年6月30日。但他在拉素沒有受到重用，效力半季僅獲派上陣6次，合共只有268分鐘，在對烏甸尼斯取得唯一入球。
韋斯咸
2010年6月5日希策尔斯佩格約滿拉素後以自由身重返英超加盟韋斯咸。但他在季前操練觸傷大腿，直到2011年2月21日在英格蘭足總盃第五圈主場對般尼才首次披甲上陣，隨即以一記「招牌式」25碼勁射為球隊先拔頭籌慶祝復出，協助球隊大勝5-1淘汰對手。但他的復出對韋斯咸而言是太遲了，球隊最終在球季結束後降班英冠，而希策尔斯佩格亦與韋斯咸中止合約離隊。
禾夫斯堡
雖然與多支英格蘭頂級聯賽球隊扯上關係，但希斯貝加於2011年8月17日選擇返回德甲加盟禾夫斯堡，簽約三年，獲發「10」號球衣。由於受到膝蓋韌帶撕裂影響，經常養傷，希斯貝加於2011/12年度德甲球季只為禾夫斯堡6次上場。故球季結束後，於2012年5月18日，希斯貝加被禾夫斯堡放棄。
愛華頓
2012年10月19日，希斯貝加以自由身加盟英超愛華頓簽約至2013年1月。起先是半年合約。到2013年1月11日，愛華頓宣佈再延長希斯貝加合約至球季結束。
到2013年夏季，在離開愛華頓後，希斯貝加宣佈退役。

### 国家队
希策尔斯佩格于2004年10月9日被尤尔根·克林斯曼召入国家队，在对伊朗的比赛中于第68分钟替下贝恩德·施奈德，上演了国家队的处子秀。希策尔斯佩格在2005年联合会杯和2006年世界杯都被征召入队，但并未成为主力。他在2006年9月16日攻入了他在国家队的首粒和第2粒入球，对手为圣马力诺，助德国队创纪录地以13-0大胜。

## 個人生活
2014年1月8日，他成為至今最受矚目的同性戀球員。希策爾斯佩格承認在過去幾年裡，意識到自己為同性戀。

## 荣誉
俱乐部：
- 2006-2007德甲冠军

国家队：
- 2005年联合会杯季军
- 2006年世界杯季军
- 2008年欧锦赛亚军